# Banasamudra, Malavalli
Banasamudra là một làng thuộc tehsil Malavalli, huyện Mandya, bang Karnataka, Ấn Độ.